# Geschäftshaus Dessauer Straße 4 und 5 (Berlin)

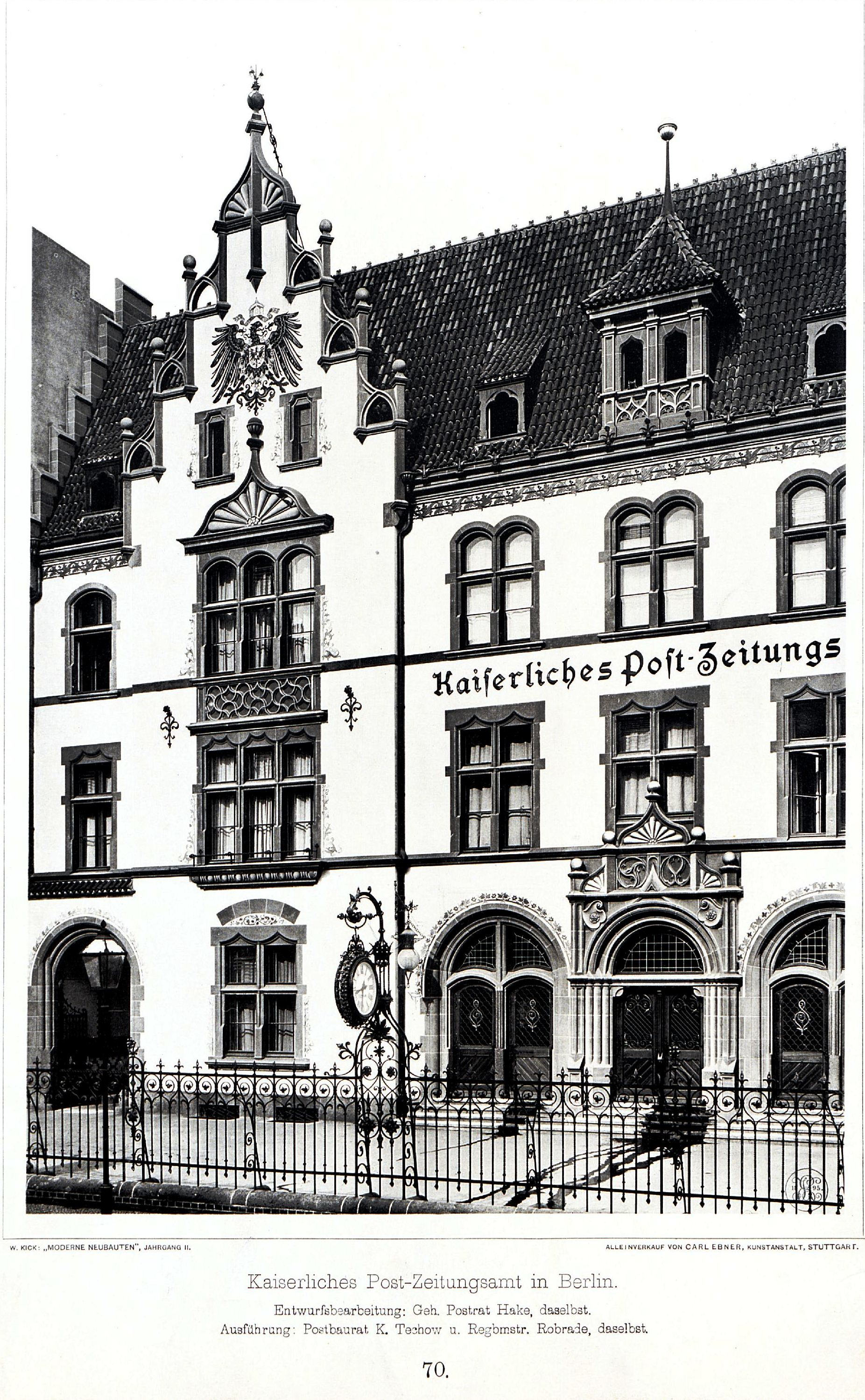
Das Geschäftsgebäude des Kaiserlichen Post-Zeitungsamts in Berlin (1895)

Das Geschäftshaus Dessauer Straße 4 und 5 in Berlin-Kreuzberg beheimatete das Kaiserliche Postzeitungsamt, welches den Neubau 1895 bezog. Die Entwurfsbearbeitung nahm der Geheime Postrat Ernst Hake vor. Für die Ausführung waren der Post-Baurat H. Techow und der Regierungsbaumeister Robrade verantwortlich. Die architektonische Gestaltung der Straßenfassade zeigte zwei 7,3 m breite Giebel. Die historistischen Stilformen griffen auf die Bauperiode zu Anfang des 16. Jahrhunderts zurück, wo sich der „Einfluss der Renaissance bei der sonst gotischen Bauweise“ (im Privatbau) zeigte. Profilierte Gewände aus rotem Miltenberger Sandstein zierten Fenster und Türen. Die Fensterbrüstungen der dreiteiligen Fenstergruppen im Giebel zeigten Maßwerk, die Fensterverdachung zeigte eine Muschel.
Von 1910 bis 1912 wurde das Gebäude erweitert. Während des Zweiten Weltkriegs kam es zur völligen Zerstörung der Hauptbauteile und das Postzeitungsamt zog in weniger beeinträchtigte Nebengebäude um.